# Да здравствует Цезарь!
«Да здравствует Цезарь!» (англ. Hail, Caesar!) — американский комедийный фильм 2016 года Братьев Коэн. В главных ролях — Джош Бролин, Джордж Клуни, Ченнинг Тейтум, Тильда Суинтон и Рэйф Файнс.

## Сюжет
В 1951 году в Голливуде Эдди Мэнникс (Джош Бролин) руководит отделом производства в киностудии Кэпитол Пикчерз, фактически же работает «чистильщиком»: решает большие и маленькие проблемы студии, в основном связанные с улаживанием конфликтов, возникающих со звёздами студии. Он должен держать в голове тысячу нюансов, работать без сна и отдыха, чтобы студия избежала проблем.
Молоденькая звезда Глория Деламур участвует в схеме по нелегальному, в обход студии, производству и продаже своих фотографий. Мэнникс пресекает этот бизнес.
Диана Моран (Скарлетт Йоханссон), незамужняя актриса, звезда фильмов с синхронным плаванием, беременеет от приглашенного из Европы режиссёра-интеллектуала Арне Сеслума, Мэнникс собирается организовать либо фиктивный брак (третий для Дианы, поэтому она отчаянно против), либо временную приёмную семью для ребенка, чтобы затем Диана могла усыновить малыша, не запятнав репутацию.
При этом Мэнникс постоянно отбивается от ненавидящих друг друга близнецов Торы и Тессели Текер (Тильда Суинтон), каждая из которых ведёт свою колонку слухов. Так же Мэнникс получает впечатляющее предложение представителей корпорации Lockheed, пытающихся сманить талантливого управленца из киноиндустрии в авиастроение.
Тем временем Бэрд Уитлок (Джордж Клуни), звезда главной на текущий момент постановки студии «Да здравствует Цезарь! История о Христе», исчезает прямо со съёмочной площадки. Фильм, затрагивающий историю Иисуса, снят в модном жанре «пеплум», обещает огромную прибыль, но при этом постоянно находится под прицелом религиозной общественности, и производство может быть закрыто в любую минуту, что означает огромные убытки. Мэнникс, обеспечивающий съёмки, проводит показательное совещание с представителями разных конфессий, которое рискует перейти в межконфессиональную ссору. В самый её разгар ему сообщаются о пропаже звезды. Бэрд — стареющий тщеславный красавец недалёкого ума. Кто-то накачивает его наркотиками и выкрадывает прямо из его личного вагончика-уборной. Проснувшись, он обнаруживает себя на прибрежной калифорнийской вилле, где проходит собрание группы сценаристов-коммунистов «Будущее». Вопреки инстинкту самосохранения, Бэрду становится интересно и он остаётся уже по собственной воле, тогда как участники «Будущего» отправляют записку с требованием выкупа в 100 000 долларов США за возвращение Уитлока. Мэнникс добывает у студии сумму, записав её по разряду «мелких расходов». Он убеждает Тору Текер придержать публикацию о слухах об ориентации Уитлока в обмен на эксклюзив. Тессели Текер пронюхала про исчезновение Бэрда и тоже жаждет сенсации.
Звезда вестернов, молоденький Хобби Дойл пытается сниматься в роли светского молодого человека в комедии нравов высшего общества и, несмотря на усилия именитого режиссера-англичанина Лоренса Лоренца, практически проваливает многочасовую работу, не сумев ни в одном из дублей отработать гладко. Когда Лоренц просит убрать из постановки Дойла, Мэнникс убеждает его продолжить работу с Хобби, чтобы разнообразить амплуа последнего. Затем Дойл приходит в кабинет Мэнниксу, чтобы обсудить трудности в работе. Внезапно даже для самого себя Мэнникс признаётся Хобби Дойлу о том, что произошло на съёмках «Да здравствует Цезарь!» Не менее внезапно именно Хобби даёт Мэнниксу дельный совет — проверить массовку (и оказывается прав: Уитлока с площадки действительно выкрали участники массовки). Мэнниксу поступает звонок от похитителей, приказывающих спрятать чемодан с выкупом в 8 павильоне. С помощью Хобби Мэнникс пакует деньги и идёт в 8 павильон, где проходят съёмки мюзикла с участием звезды Бёрда Гарни. Мэнникс прячет деньги, а заодно обсуждает с режиссёром мюзикла, Арне Сеслумом, беременность от него Дианы Моран… Затем Мэнникс идёт в монтажную смотреть отснятый материал с участием Хоби Дойла.
В тот же самый вечер Дойл присутствует на премьере своего нового вестерна со старлеткой Карлоттой Вальдез — их совместный выход организовала студия через Мэнникса, чтобы публика была заинтригована новой «парой». К молодым людям пристают сестры Текер, Дойл замечает портфель с деньгами для выкупа, паковать который он помогал Мэнниксу всего несколько часов назад. Чемодан оказывается в руках у Бёрда Гарни...
Тем временем Мэнникс и Диана Моран встречаются с поверенным Джозефом Сильверманом, проверенным человеком, который соглашается ненадолго стать опекуном ребенка Моран. Надежность и скромность Сильвермана внезапно очень нравится Диане…
Дойл следует за Гарни и портфелем, все трое прибывают на виллу. Когда Хобби пробирается внутрь, он находит только Уитлока. А Гарни с деньгами и своими сообщниками из «Будущего» выходят в океан, чтобы уплыть из проклятых США на советской подводной лодке. Группа сценаристов-коммунистов предлагает ему взять портфель с наличными в качестве скромного вклада в пользу дела Коминтерна, но портфель случайно оказывается в океане, и Гарни бежит в Советский Союз без денег. Дойл вызывает полицию, которая задерживает членов «Будущего», а Уитлока тихонько увозит на студию.
Поутру Мэнникс слушает разглагольствования Уитлока, которого участники «Будущего» успели напичкать своими идеями, но в итоге Мэнниксу удастся метким ударом по лицу привести в чувство Брета и вернуть вновь обращённого адепта идей Маркса в шкуру недалёкого короля бокс-оффиса.
Затем Мэнникс узнаёт, что Моран вышла замуж за Сильвермана и вся ситуация с внебрачной беременностью улажена.
Наконец, Мэнникса посещает Тессели Текер и сообщает ему, что в своей колонке расскажет, что Уитлок когда-то получил свою первую заметную роль в обмен за секс с Лоренцем. Однако Мэнникс, узнавший от Хоби, что накануне Тессели болтала с Гарни, угрожает хроникёрше выставить её советским агентом, так как она получила эти сведения от сбежавшего в стан коммунистов Бёрта.
Уитлок выходит на площадку.
Мэнникс отказывается от предложения Lockheed и решает остаться в Кэпитол Пикчерз.
Он движется дальше, уверенный в своей роли в жизни.

## В ролях
| Актёр              | Роль                                                             |
| ------------------ | ---------------------------------------------------------------- |
| Джош Бролин        | Эдди Мэнникс                                                     |
| Джордж Клуни       | кинозвезда Бэрд Уитлок                                           |
| Ченнинг Тейтум     | Бёрд Гарни актёр мюзиклов                                        |
| Тильда Суинтон     | Тора Текер и Тессели Текер двойняшки-журналисты светской хроники |
| Рэйф Файнс         | режиссёр Ло́ренц Лоре́нц                                           |
| Олден Эйренрайк    | звезда вестернов Хобби Дойл                                      |
| Джона Хилл         | адвокат Джо Сильверман                                           |
| Фрэнсис Макдорманд | монтажёр С.С.Кэлхаун                                             |
| Кристофер Ламберт  | Арне Сеслум режиссёр, имевший отношения с актрисой фильма        |
| Скарлетт Йоханссон | ДиАнна Моран актриса, звезда аквамюзиклов                        |
| Патрик Фишлер      | сценарист-коммунист                                              |
| Наташа Бассет      | Глория ДеЛамур старлетка                                         |
| Дэвид Крамхолц     | сценарист-коммунист                                              |
| Фишер Стивенс      | сценарист-коммунист                                              |
| Клэнси Браун       | актёр в роли Гракха                                              |
| Роберт Пикардо     | раввин                                                           |
| Вероника Осорио    | Карлотта Вальдез (актриса в стиле Кармен Миранда)                |
| Хитер Голденхерш   | Натали секретарь мистера Мэнникса                                |
| Элисон Пилл        | миссис Мэнникс                                                   |
| Эмили Бичем        | Деирде                                                           |
| Кейт Морган Чадвик | актриса                                                          |
| Майкл Гэмбон       | рассказчик                                                       |
| Дольф Лундгрен     | командир советской подлодки                                      |

## Производство

### Съёмочная группа
- Братья Коэн — режиссёры, сценаристы, продюсеры, монтажёры
- Тим Беван[англ.] — продюсер
- Эрик Феллнер[англ.] — продюсер
- Роджер Дикинс — оператор
- Мэри Зофрис — дизайнер по костюмам[19]

### Идея
Идея и название своего нового фильма были впервые высказаны братьями Коэн в июле 2004 года. По их задумке, фильм первоначально должен был рассказывать о «труппе актеров, ставивших в 1920-х спектакль о Древнем Риме», с акцентом на звездах утренних спектаклей. Предполагалось, что Джордж Клуни будет играть главного героя. В феврале 2008 года Коэны сказали, что у фильма ещё нет сценария, и возможно он станет третьим в их «идиотской трилогии» с Клуни после картин «О, где же ты, брат?» (2000) и «Невыносимая жестокость» (2003).
Проект был упомянут снова в декабре 2013 года в интервью о фильме «Внутри Льюина Дэвиса», в котором Джоэл Коэн отметил, что работает с братом над «Да здравствует Цезарь!», и что он, вероятно, будет их следующим проектом. Коэны подтвердили производство фильма в мае 2014 года, заявив, что сюжет строится вокруг фиксера в голливудской киноиндустрии 1950-х годов.

### Кастинг
В декабре 2013 года Коэны подтвердили участие Джорджа Клуни в проекте. В июне 2014 года, Джош Бролин, Ченнинг Тейтум, Тильда Суинтон и Рэйф Файнс присоединились к актерскому составу, было объявлено о том, что компания «Universal Pictures» возьмётся за прокат, а Тим Беван и Эрик Феллнер подписали контракт на производство фильма с «Working Title Films». В июле, Джона Хилл и Скарлетт Йоханссон начали переговоры по вступлению в актёрскую команду. В следующем месяце, участие Йоханссон и Хилла было официально подтверждено, и в то же время переговоры начал Олден Эйренрайк. В сентябре в интервью The Daily Beast, Фрэнсис Макдорманд выразила уверенность в том, что будет играть в фильме. В октябре, Патрик Фишлер, Дэвид Крамхолц и Фишер Стивенс были назначены на роли сценаристов-коммунистов, а Клэнси Браун — в качестве актера в фильме «Да здравствует Цезарь!». В следующем месяце, Кристофер Ламберт был назначен на роль Арне Шлессума, европейского режиссёра, которого очаровала Йоханссон. В ноябре в интервью на выставке «Ottawa Pop Expo», Роберт Пикардо отметил что получил роль в этом фильме, съёмки которого начнутся в декабре. Позже в том же месяце, было подтверждено участие Кейт Морган Чадвик и Эмили Бичем.

### Съёмки
В октябре 2014 года Роджер Дикинс разместил на своем сайте информацию о том, что будет оператором фильма и уже отснял тест-кадры. Основные съемки начались 10 ноября того же года в Лос-Анджелесе (штат Калифорния), в частности на студии «Lot Studios» в Западном Голливуде, мэрии, Лос-Анджелесском Театре, а также Пасадене и в каньоне Бронсон. В ноябре на съёмках была замечена Кейт Морган Чадвик вместе с Джошем Бролином. 4 декабря Клуни был сфотографирован в полном гладиаторском облачении во время съемок сцены в Даунтауне Лос-Анджелеса. В то же время на площадке появился Ченнинг Тейтум, специально для роли перекрасившийся в блондина. 17 января 2015 года Скарлет Йоханссон была замечена на съёмках в наряде из зебры с ретро-завивкой.
6 мая 2015 года Дольф Лундгрен рассказал о своей роли и участии в съёмках благодаря телефонному звонку братьев Коэн:

Это было немного шокирующе. Несколько месяцев назад они вдруг позвонили мне. Это фильм, действие которого происходит в 1950-е годы, под названием Да здравствует Цезарь! и он о студийной системе. В принципе, один из персонажей собирается сбежать в Советский Союз, потому что любит коммунизм, так как там шикарные мундиры. В фильме его играет Ченнинг Тейтум, и они хотели, чтобы кто-то сыграл командира подводной лодки. Полагаю, они хотели кого-то знакового, когда зритель видит лицо и говорит «Охренеть!» Так что на мне русская меховая шапка, и я на огромной подводной лодке в Малибу. Работать с ними было весело. Они очень хорошие ребята, и, конечно, я их большой поклонник, и я вовсе не ожидал, что когда-либо снимусь у братьев Коэнов, но похоже, что снялся!
Оригинальный текст (англ.)It was a bit of a shocker. They called me out of nowhere a few months ago. It’s a movie set in the 1950s called Hail, Caesar! and it’s about the studio system. Basically, one of the characters is going to defect to the Soviet Union because he loves communism because they have great uniforms [Laughs]. That’s Channing Tatum’s character in the movie, and they wanted someone to play a submarine commander. I guess they wanted someone kind of iconic where the audience sees the person and says, “Holy shit!” [Laughs]. So I’m wearing a Russian fur hat and I’m on this huge submarine in Malibu. It was fun to work with them. They were very nice guys, and of course I’m a huge fan of theirs and I never expected to be in any Coen brothers movies, but I guess I am!

Ранее сообщалось, что Тейтум будет играть «звезду типа Джина Келли». В реальной жизни актёр Джин Келли никогда не пытался совершить побег в СССР, однако, как и множество известных звёзд, пострадал от «красной паники», ударившей по Голливуду — его жена Бетси Блэр была обвинена в сочувствии коммунистам, а он сам был одним из нескольких знаменитостей, публично выступивших против Комиссии по расследованию антиамериканской деятельности. В связи с этим журналисты подмечали, что картину о Голливуде 1950-х невозможно было бы снять, не затронув темы «красной угрозы».

## Критика
Комедийный фильм критики восприняли в целом положительно. На сайте «Roger Ebert» обозреватель Гленн Кенни поставил фильму четыре звезды из четырёх.
«„Да здравствует Цезарь!“ волнующий переход братьев из драматичных фильмов в комическую басню, которая одновременно остроумна, но в то же время очень глупа. Но от носа до кормы это самый светлый фильм Коэнов, который братья когда-либо делали», — пишет Гленн Кенни.
 На агрегаторе Rotten Tomatoes из 360 рецензий 86 % оказались положительными со средней оценкой 7.2, как и на Metacritic, где средний балл из 100 составил 72. Питер Треверс, критик из журнала Rolling Stone, отметил, что «этот фильм — дикий чарующий свист братьев Коэн, заставивший его беспомощно смеяться, но также и наполниться душевной тревогой». Он поставил фильму 3 с половиной звёзд из 4, также похвалив игру Тильды Суинтон («потрясающая»), Джоша Бролина («исполнение с душой и сердцем»).

## Прокат
Премьера фильма состоялась 1 февраля 2016 года в Лос-Анджелесе. Широкий прокат в США начался 5 февраля 2016 года. Релиз в России состоялся 3 марта 2016 года. Фильм «Да здравствует Цезарь!» является последней по счёту картиной для братьев Коэн после «Внутри Льюина Дэвиса», который имел коммерческий успех в прокате.